# Nevrodermitis
Nevrodermitis ali atopijski dermatitis (AD), tudi atopijski ekcem, je vrsta vnetja kože (dermatitis). Koža postane srbeča, pordela, otekla in razpokana. Iz prizadetega področja, ki se s časom pogosto zadebeli, lahko izteka bistra tekočina. Bolezen se večinoma začne v otroštvu in se z leti spreminja. Pri otrocih, mlajših od enega leta, je najpogosteje prizadeta večina telesa. Ko se ljudje postarajo, so najpogosteje prizadete zadnje strani kolen in sprednje strani komolcev. Pri odraslih so najpogosteje prizadeta področja dlani in stopala. Praskanje simptome poslabša, poleg tega je pri prizadetih ljudeh večja nevarnost okužb kože. Pri številnih ljudeh z nevrodermitisom se razvije seneni nahod ali astma.
Vzrok ni znan, vendar naj bi k nastanku bolezni prispevali dedni dejavniki, nepravilnosti v delovanju imunskega sistema, izpostavljenosti v okolju in teže s prepustnostjo kože. Če je prizadet en identični dvojček, je verjetnost za bolezen tudi pri drugem 85 %. Pogosteje se pojavlja pri tistih, ki živijo v mestih in hladnem podnebju. Simptome poslabšata izpostavljenost nekaterim snovem in pogosto umivanje rok. Čeprav lahko simptome poslabša čustveni stres, ta ni vzrok. Bolezen ni nalezljiva. Diagnoza običajno temelji na znakih in simptomih. Druge bolezni, ki jih je treba pred postavitvijo diagnoze izključiti, so kontaktni dermatitis, luskavica in seboroični dermatitis.
Zdravljenje obsega izogibanje dejavnikom, ki bolezen poslabšujejo, dnevno umivanje, ki mu sledi nanos vlažilne kreme, nanašanje kortikosteroidnih krem pri zagonih in zdravila, ki ublažijo srbež. Pogosti dejavniki, ki bolezen poslabšujejo, so volnena oblačila, mila, parfumi, klor, prah in cigaretni dim. Nekaterim bolnikom koristi fototerapija. Kadar drugi načini zdravljenja niso učinkoviti, občasno pomagajo peroralno zaužita steroidna zdravila in kreme na osnovi zaviralcev kalcinevrina. Pri bakterijski okužbi pridejo v poštev antibiotiki (peroralni ali topikalni). Spremembe prehrane so potrebne le pri sumu na alergijo na hrano.
Nevrodermitis se v nekem trenutku življenja pojavlja pri okoli 20 % ljudi. Pogostejši je pri majhnih otrocih. Moški in ženske so enako pogosto prizadeti. Številni bolniki bolezen prerastejo. Za nevrodermitis se občasno uporablja tudi poimenovanje ekcem, čeprav se ta izraz nanaša na večjo skupino bolezni kože.